# DeWayne McKnight
DeWayne "Blackbyrd" McKnight (Los Angeles, 17 de Abril de 1954) é um guitarrista americano famoso por ter sido guitarrista da famosa banda Red Hot Chili Peppers logo após a morte do guitarrista Hillel Slovak. Também foi membro do Parliament-Funkadelic e do The Headhunters.